# Tentativa de golpe de Estado na Mauritânia em 1981
A tentativa de golpe de Estado na Mauritânia de 1981 foi uma violenta tentativa de golpe de Estado na Mauritânia, que ocorreu em 16 de março de 1981.  A tentativa de golpe, encenada por elementos das Forças Armadas da Mauritânia e do movimento de oposição Aliança para uma Mauritânia Democrática (AMD), foi liderada pelo Tenente Coronel Ahmed Salim Ould Sidi e pelo Tenente Coronel Mohamed Abdelkader, e resultou em combates pesados na capital Nouakchott, antes que os conspiradores fossem derrotado por tropas leais ao Chefe de Estado (o presidente do Comitê Militar para a Salvação Nacional), Coronel Mohamed Khouna Ould Haidalla.
Abdelkader (ex-comandante da Força Aérea) foi morto no combate, enquanto Sidi (ex-vice-presidente do CMSN) foi posteriormente executado. Em 25 de abril, Haidalla e o Comitê Militar para a Salvação Nacional decidiram substituir o governo civil incipiente de Sid Ahmed Ould Bneijara (nomeado em 12 de dezembro de 1980 ) por um governo militar de seis membros chefiado pelo coronel Maaouya Ould Sid'Ahmed Taya. 